# Yoncq
Yoncq és un municipi francès situat al departament de les Ardenes i a la regió del Gran Est. L'any 2007 tenia 94 habitants.

## Demografia

### Població
El 2007 la població de fet de Yoncq era de 94 persones. Hi havia 36 famílies de les quals 12 eren unipersonals (8 homes vivint sols i 4 dones vivint soles), 8 parelles sense fills i 16 parelles amb fills.
La població ha evolucionat segons el següent gràfic:
Habitants censats

### Habitatges
El 2007 hi havia 53 habitatges, 38 eren l'habitatge principal de la família, 8 eren segones residències i 7 estaven desocupats. 51 eren cases i 1 era un apartament. Dels 38 habitatges principals, 32 estaven ocupats pels seus propietaris, 4 estaven llogats i ocupats pels llogaters i 2 estaven cedits a títol gratuït; 2 tenien dues cambres, 5 en tenien tres, 10 en tenien quatre i 21 en tenien cinc o més. 23 habitatges disposaven pel capbaix d'una plaça de pàrquing. A 22 habitatges hi havia un automòbil i a 12 n'hi havia dos o més.

### Piràmide de població
La piràmide de població per edats i sexe el 2009 era:
| Homes | Edats   | Dones |
| ----- | ------- | ----- |
| 0     | 95 o +  | 0     |
| 0     | 90 a 94 | 0     |
| 0     | 85 a 89 | 0     |
| 0     | 80 a 84 | 0     |
| 0     | 75 a 79 | 0     |
| 8     | 70 a 74 | 8     |
| 0     | 65 a 69 | 4     |
| 12    | 60 a 64 | 0     |
| 0     | 55 a 59 | 12    |
| 4     | 50 a 54 | 0     |
| 0     | 45 a 49 | 0     |
| 0     | 40 a 44 | 0     |
| 4     | 35 a 39 | 4     |
| 4     | 30 a 34 | 0     |
| 4     | 25 a 29 | 0     |
| 4     | 20 a 24 | 0     |
| 4     | 15 a 19 | 4     |
| 4     | 10 a 14 | 0     |
| 0     | 5 a 9   | 0     |
| 0     | 0 a 4   | 0     |

## Economia
El 2007 la població en edat de treballar era de 57 persones, 44 eren actives i 13 eren inactives. De les 44 persones actives 39 estaven ocupades (24 homes i 15 dones) i 5 estaven aturades (2 homes i 3 dones). De les 13 persones inactives 6 estaven jubilades, 4 estaven estudiant i 3 estaven classificades com a «altres inactius».
Activitats econòmiques
L'any 2000 a Yoncq hi havia 8 explotacions agrícoles que ocupaven un total de 855 hectàrees.

## Poblacions més properes
El següent diagrama mostra les poblacions més properes.